# Dom Mintoff
Domenico Mintoff (en maltés, Duminku Mintoff; Cospicua, 6 de agosto de 1916 - Tarxien, 20 de agosto de 2012), conocido como Dom Mintoff, fue un arquitecto y político maltés, líder del Partido Laborista, que desempeñó el cargo de primer ministro de Malta en dos mandatos: desde 1955 hasta 1958, cuando Malta aún era una colonia británica, y desde 1971 hasta 1984, periodo en el que el país independiente se convirtió en una república asociada a la Mancomunidad de Naciones.

## Biografía
Mintoff nació en Cospicua en 1916, en una época en la que Malta era una colonia del imperio británico. Su padre era un cocinero de la Marina Real y su madre era prestamista. Después de completar la educación básica y asistir a un seminario, obtuvo el Bachiller de Ciencias y se graduó en Arquitectura e Ingeniería Civil por la Universidad de Malta (1937). Posteriormente se benefició de una beca Rhodes de la Universidad de Oxford para completar el máster en Ciencia e Ingeniería por el Hertford College (1939). Al no poder regresar a su país durante la Segunda Guerra Mundial por los ataques contra la isla, estuvo trabajando en Reino Unido como ingeniero civil durante dos años.
Durante su estancia en Reino Unido conoció a su esposa, la británica Moyra De Vere Bentinck (1917-1997), con quien se casó en 1947. Tuvo dos hijas: Anne y Yana.

## Trayectoria política
Afiliado al Partido Laborista de Malta desde los 18 años, cuando pudo volver a su país en 1943 se convirtió en uno de los líderes de la formación dirigida por Paul Boffa. Después de las elecciones generales de 1947, en las que Boffa asumió como primer ministro por mayoría absoluta, Mintoff fue nombrado vice primer ministro y ministro de Obras Públicas y Reconstrucción, cargo desde el que supervisó los proyectos de reconstrucción de una isla que había quedado devastada tras la guerra mundial.
En 1949 la formación se escindió en dos formaciones: mientras Boffa fundó un grupo moderado, el Partido de los Trabajadores, Mintoff se mantuvo en los laboristas y asumió el liderazgo con un discurso más izquierdista, apoyado por los sindicatos de trabajadores. La división de la izquierda maltesa benefició al Partido Nacionalista de Enrico Mizzi, que ganó las elecciones en 1950 y formó un gobierno de coalición con Boffa. De este modo Mintoff asumió como jefe de la oposición durante los siguientes cinco años. En este periodo los laboristas se caracterizaron por apoyar la integración de Malta en el Reino Unido, mientras que los nacionalistas defendían la independencia.

### Primer ministro (1955-1958)
En las elecciones de 1955, el Partido Laborista se impuso a los nacionalistas de Giorgio Borg Olivier y Dom Mintoff pudo asumir como primer ministro de Malta, con solo 38 años. Su mandato estuvo marcado por la búsqueda de un acuerdo de integración con el Reino Unido que pusiera fin al dominio colonial. Tanto el gobierno británico como los partidos malteses se sentaron a negociar en diciembre de 1955.
Ambas partes alcanzaron un acuerdo preliminar; el parlamento maltés obtendría un mayor grado de autogobierno salvo en Defensa, Asuntos Exteriores e Impuestos, a cargo del gobierno británico a través del Ministerio del Interior (Home Office) en lugar del Ministerio Colonial (Colonial Office). Además, Malta se aseguraría tres escaños en la Cámara de los Comunes. El pacto debía ser ratificado en un referéndum celebrado en febrero de 1956, pero la votación fue boicoteada por las fuerzas nacionalistas y la Iglesia católica, que temía perder influencia en la sociedad maltesa. A pesar de que la propuesta obtuvo un respaldo del 77%, tan solo votó el 59% del electorado y nunca se pudo aplicar.
Los desencuentros malteses con el gobierno británico se agudizaron por las reformas económicas que pretendía implementar, así como por el menor interés de la Marina Real en la isla como enclave estratétigo. Sin que ambas partes pudieran llegar a un acuerdo, Mintoff dimitió en 1958 y pasó a defender la independencia de Malta como solución final.

### Oposición al gobierno (1958-1971)
Después de cuatro años de inestabilidad política, las elecciones de 1962 depararon el triunfo del Partido Nacionalista de Giorgio Borg Olivier, quien lideró las negociaciones para convertir a Malta en un estado independiente a partir de septiembre de 1964.
Como líder de la oposición, Mintoff estaba en contra de la fórmula de independencia pactada entre nacionalistas y británicos. Además de convertir a Malta en una monarquía constitucional regida por Isabel II y con un gobernador general para la isla, los británicos pudieron mantener el control de servicios estratégicos como los puertos y las telecomunicaciones. De igual modo llamó a votar en contra en el referéndum de ratificación de 1964, pero la nueva constitución obtuvo un respaldo del 55% y salió adelante.
El otro aspecto al que Mintoff se opuso fue el poder que la Iglesia católica ostentaba en Malta, pues en aquella época eran los propietarios de numerosas instituciones como las escuelas y los hospitales. El clero se opuso a todas las medidas sociales defendidas por Mintoff, e incluso el arzobispo Michael Gonzi pidió en una carta pastoral que no se le votara bajo pena de excomunión. No obstante, las relaciones entre ambas partes mejoraron a finales de los años 1960.

### Primer ministro (1971-1984)

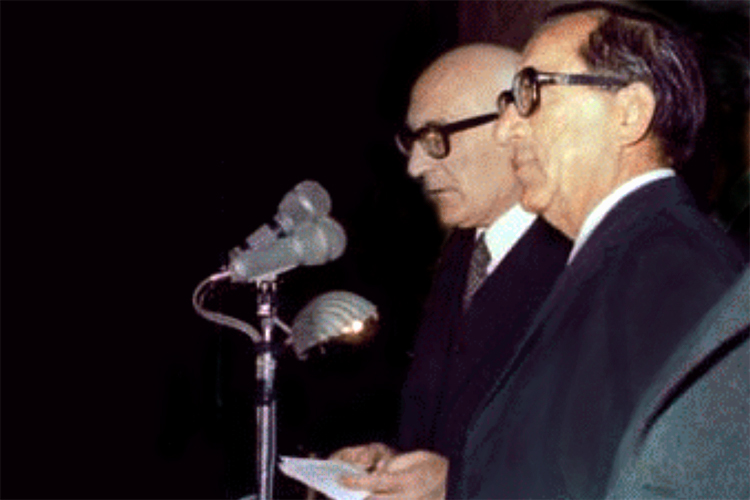
Mintoff (derecha), junto al gobernador-general Anthony Mamo durante la proclamación de la República (1974).

Mintoff volvió a asumir como primer ministro de Malta en las elecciones generales de 1971, que había ganado por solo un escaño y 5 000 votos de diferencia. Con un programa en el que defendía la plena soberanía de Malta como estado independiente, su primera medida fue renegociar el desmantelamiento de las bases militares con el ministro de Asuntos Exteriores del Reino Unido, Peter Carington. Ambas partes acordaron un pacto de Defensa de siete años con Reino Unido y la OTAN, a cambio de que las bases nunca fueran utilizadas contra los países árabes. Cuando este pacto expiró el 31 de marzo de 1979, las últimas tropas británicas que estaban desplazadas allí abandonaron la isla. Desde entonces el 31 de marzo es una festividad nacional conocida como «Día de la Libertad».
Durante su mandato, Malta se convirtió en una república independiente asociada a la Mancomunidad de Naciones a partir del 13 de diciembre de 1974. El cambio fue posible gracias a un pacto entre laboristas y nacionalistas para reformar la constitución. En la jefatura del Estado se creó una nueva figura elegida por el parlamento, el presidente de Malta, que se puso en marcha con el nombramiento de Anton Buttigieg en 1976. En esta época los laboristas se aseguraron la reelección en los comicios generales del mismo año.
En el plano social los laboristas llevaron a cabo la estatalización de todos los sectores estratégicos que habían quedado en manos de los británicos, tales como la banca y las telecomunicaciones, así como una expansión del sector público y del estado del bienestar. Algunas de esas medidas chocaron con la Iglesia católica, entre ellas la introducción del matrimonio civil, la despenalización de la homosexualidad y la del adulterio, pero el divorcio se mantuvo prohibido hasta 2011. El conjunto de medidas sociales resultó efectivo para mejorar el nivel de vida de Malta y coincidió con el crecimiento económico del nuevo estado, impulsado en parte por el desarrollo del sector turístico y la creación de empresas como Air Malta (aerolíneas) y Sea Malta (navieras). El punto flaco de la economía nacional era su excesiva dependencia de las importaciones y la pérdida de ingresos británicos, que conllevaron una estancación en los años 1980.
A nivel internacional, Malta quedó integrada en el Movimiento de Países No Alineados y aprovechó su situación geográfica en la cuenca del Mediterráneo para jugar una calculada ambigüedad entre el bloque occidental y los estados socialistas. Para paliar la pérdida de ingresos que aportaban los británicos, el país obtuvo préstamos de la República Árabe Libia dirigida por Muamar el Gadafi, lo que convertía a Malta en uno de los pocos países europeos con los que mantuvo vínculos. Sin embargo, estas relaciones no estuvieron exentas de altibajos.
En las elecciones generales de 1981 se produjo una grave crisis política; a pesar de que el Partido Nacionalista había ganado en votos con el 50,1%, el Partido Laborista obtuvo más escaños que ellos gracias la ley electoral de voto único transferible. Y si bien Mintoff había asegurado que lo más apropiado era una repetición electoral, terminó aceptando la petición del presidente de Malta para formar gobierno. En protesta, los nacionalistas boicotearon al nuevo parlamento y hubo episodios de violencia en las calles. La nueva presidenta, Agatha Barbara, tuvo que mediar entre ambas formaciones para introducir una enmienda constitucional, por la que el partido con más del 50% de los votos obtendría automáticamente la mayoría absoluta.
El 22 de diciembre de 1984, Mintoff anunció su dimisión y designó como sustituto al letrado Karmenu Bonnici, a quien llevaba preparando para el cargo desde dos años antes. Mantuvo las riendas del Partido Laborista hasta la derrota electoral de 1987, a manos de su rival nacionalista Edward Fenech Adami, viéndose perjudicado esta vez por el nuevo sistema electoral.

## Vida posterior
La derrota electoral no supuso la retirada política de Mintoff, quien continuó ejerciendo mucha influencia en el seno de su partido hasta finales de los años 1990. Los laboristas no regresaron al poder hasta 1996, con una ajustada victoria del candidato Alfred Sant, pero el nuevo primer ministro permaneció solo 22 meses en el cargo por las continuas disputas con Mintoff, de cuyo escaño dependía su escueta mayoría absoluta. Al final Sant presentó la dimisión en 1998, después de que Mintoff votase en contra de reformar el astillero de Malta para convertirlo en un puerto deportivo.
Después de este episodio, Mintoff tenía ya 82 años y rechazó presentarse en las listas del Partido Laborista, así que Sant cayó derrotado y Edward Fenech Adami recuperó el poder. El gobierno nacionalista impulsó la integración de Malta en la Unión Europea, a la que los laboristas se oponían firmemente, y Mintoff hizo su última aparición pública en un mitin para pedir el voto en contra. A pesar de ello, la propuesta salió adelante con un respaldo del 53,6%.
Mintoff falleció en su casa de Tarxien el 20 de agosto de 2012, a los 96 años, por complicaciones derivadas de su avanzada edad. El gobierno de Malta ofició un funeral de estado cinco días después.

## Legado
Durante el gobierno de Dom Mintoff, Malta se había transformado en una república y las fuerzas británicas abandonaron la isla dos siglos después. Sus defensores consideran que las políticas sociales aprobadas en los años 1970 ayudaron a aproximar la economía maltesa a otros estados europeos, con beneficios sociales como el salario mínimo, las desgravaciones por hijos, la reforma del sistema de pensiones y la separación Iglesia-Estado. Sin embargo, también ha sido muy criticado por un estilo de política divisiva y autoritaria, sus ásperos enfrentamientos con los sectores críticos, y por los episodios de violencia que se vivieron a raíz de las elecciones generales de 1981.
En 2018, la Agencia Central de Inteligencia (CIA) desclasificó un documento de 1964 sobre la nueva situación de Malta como estado independiente. En él se mencionaba a Mintoff como un líder «socialista, anticlerical, contrario al bloque occidental y a la OTAN», y sugerían que Estados Unidos apoyase al Partido Nacionalista para evitar su ascenso al poder.

## Condecoraciones
- Collar de Compañeros de Honor de la Orden del Mérito de Malta (1990).
- Premio Internacional Gadafi de los Derechos Humanos (2008).